# Quả pome

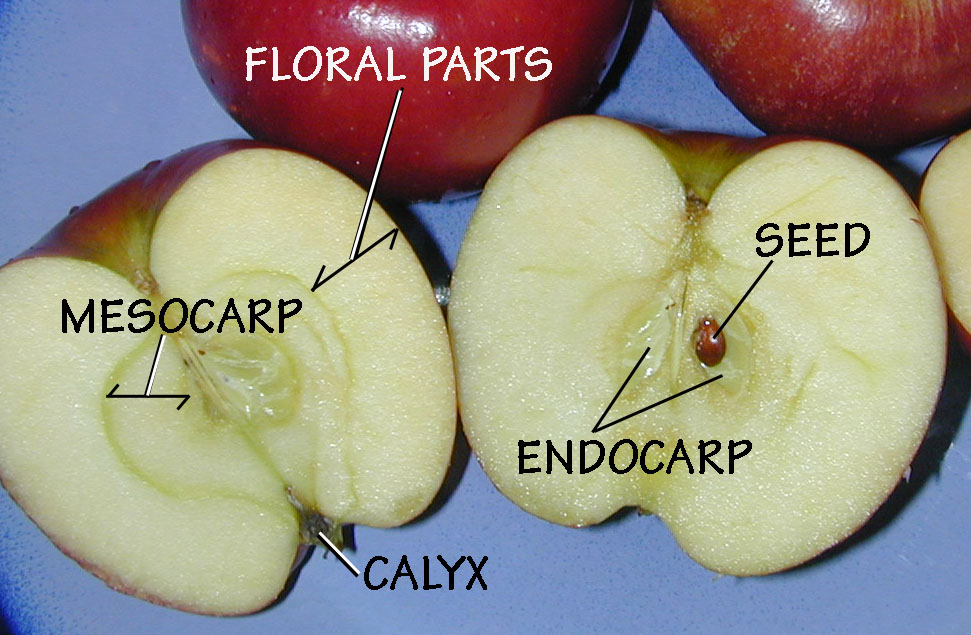
Quả táo tây là một dạng quả pome. Các bộ phận của quả được ghi nhãn.

Trong thực vật học, quả pome hay quả loại táo (có nguồn gốc từ từ tiếng Latinh pōmum, có nghĩa là "trái cây") là một phân loại trái cây, trong đó loại quả pome được tạo ra bởi loài thực vật có hoa trong phân tông Malinae của Họ Hoa hồng.

## Từ nguyên
Từ pome du nhập vào tiếng Anh vào cuối thế kỷ 14, được dùng để chỉ quả táo hoặc vật có hình quả táo. Nó bắt nguồn từ từ tiếng Pháp cổ cho "apple": pome (thế kỷ 12; tiếng Pháp hiện đại là pomme), mà nó bắt nguồn từ từ tiếng Latinh muộn hoặc từ tiếng Latinh thông tục poma "apple", ban đầu là số nhiều của từ tiếng Latinh pomum "fruit", sau này là "apple".

## Hình thái học
Quả pome là dạng quả giả bao gồm một hoặc nhiều bầu nhụy được bao bọc bởi mô phụ. Mô phụ được một số chuyên gia giải thích là phần mở rộng của đế hoa và sau đó được gọi là "vỏ quả", và những người khác gọi là hypanthium hợp nhất (cốc hoa). Nó là phần dễ ăn nhất của loại quả này.
Các lá noãn của quả pome được hợp nhất trong "lõi". Mặc dù vỏ quả ngoài (epicarp), vỏ quả giữa (mesocarp) và vỏ quả trong (endocarp) của một số loại trái cây khác trông rất giống với vỏ, thịt và lõi tương ứng của một quả pome, chúng là bộ phận của lá noãn (xem sơ đồ). Các epicarp và mesocarp của một quả pome có thể có nhiều thịt và khó phân biệt với nhau và với các mô giả. Endocarp tạo thành một vỏ bằng "da" hoặc bằng "đá" xung quanh hạt, và tương ứng với phần thường được gọi là lõi.
Quả dạng pome có endocarp bằng "đá" có thể được gọi là quả hạch.
Những phần còn lại của lá đài, lá noãn và nhị hoa đôi khi có thể được nhìn thấy ở phần dưới của một quả pome đối diện với thân cây, và bầu nhụy do đó thường được mô tả là bầu nhụy dưới ở những bông hoa này.

## Ví dụ

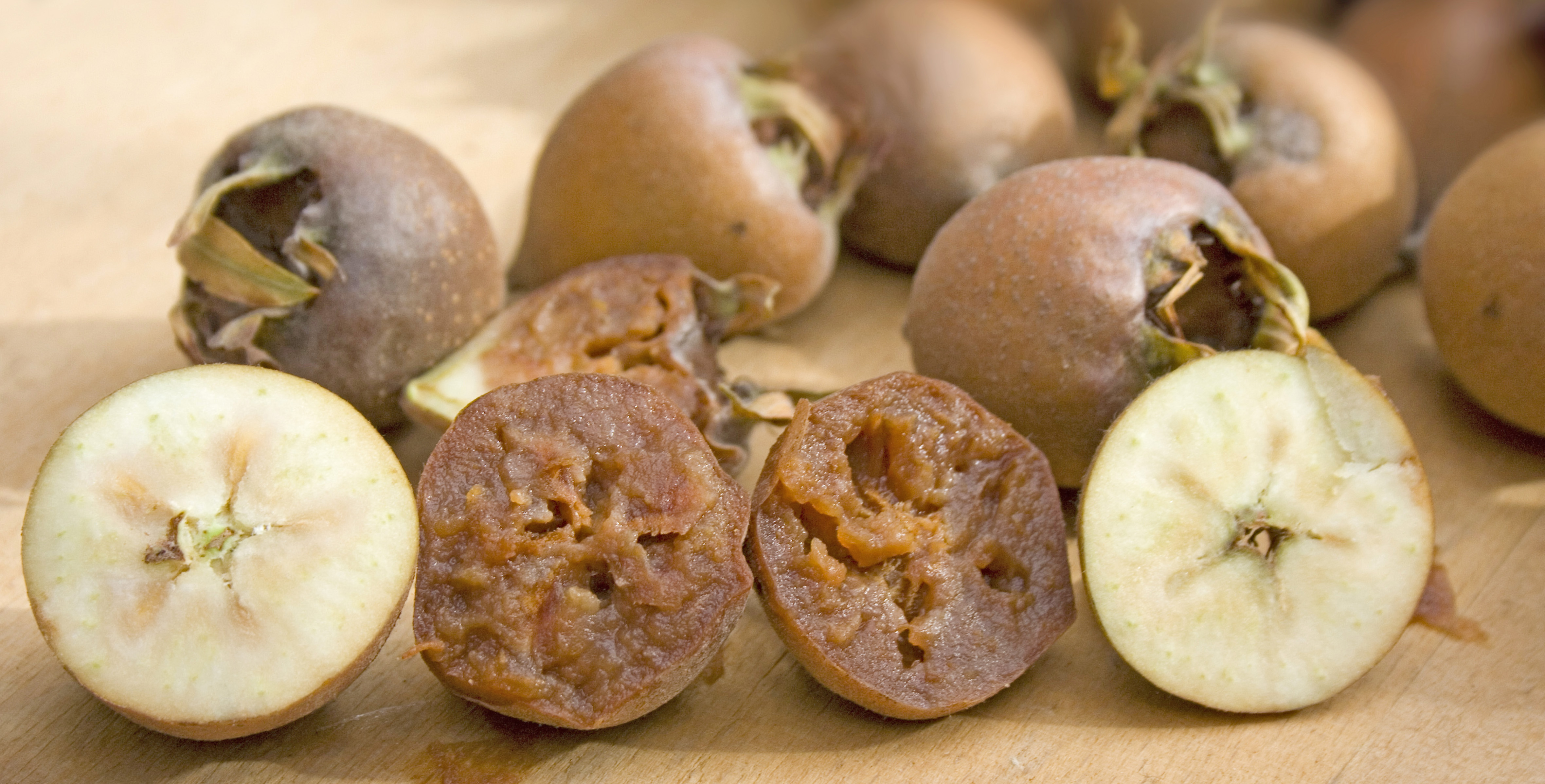
Quả sơn tra châu Âu, Mespilus germanica, là dạng quả pome

Ví dụ nổi tiếng nhất của dạng quả pome là quả táo tây. Những ví dụ khác của các cây tạo ra quả được phân loại là dạng quả pome gồm cotoneaster, Crataegus (táo gai và mayhaw), sơn tra, quả lê, pyracantha, mộc qua, thanh lương trà, Loquat, toyon và whitebeam.
Một số loại quả pome có thể có kết cấu dạng bột (ví dụ như một số loại táo); những loại khác (ví dụ, Amelanchier, Aronia) giống quả mọng với thịt mọng nước và phần lõi không được chú ý nhiều.